# Emissão fugitiva
Emissões fugitivas são as emissões de gases ou vapores de equipamentos sob pressão que ocorrem devido a vazamentos e outras libertações involuntárias ou irregular de gases, principalmente a partir das actividades industriais.São emissões de difícil controlo que afetam não só a qualidade do ar local, como podem em certos casos por em perigo trabalhadores e instalações além de agravar fenômenos com o efeito estufa.
.